# Emiratele Arabe Unite la Jocurile Olimpice de vară din 2016
Emiratele Arabe Unite au participat la Jocurile Olimpice de vară din 2016 de la Rio de Janeiro în perioada 5 – 21 august 2016, cu o delegație de 13 sportivi, care a concurat în șase sporturi. Cu o medalie de bronz, prima medalie olimpică pentru aceasta țară de după Atena 2004, Emiratele Arabe Unite s-au aflat pe locul 78 în clasamentul final.

## Participanți
Delegația din Emiratele Arabe Unite a cuprins 13 sportivi: nouă bărbați și patru femei. Cel mai tânăr atlet din delegație a fost înotătoarea Nada Albedwawi (19 de ani), cel mai bătrân a fost trăgătorul de tir Saif Bin Futtais (43 de ani).
| Sport    | Masculin | Feminin | Total |
| -------- | -------- | ------- | ----- |
| Atletism | 1        | 2       | 3     |
| Ciclism  | 1        | 0       | 1     |
| Haltere  | 0        | 1       | 1     |
| Judo     | 3        | 0       | 3     |
| Natație  | 1        | 1       | 2     |
| Tir      | 3        | 0       | 3     |
| Total    | 9        | 4       | 13    |

## Medaliați
| Medalie | Nume        | Sport | Probă          | Dată     |
| ------- | ----------- | ----- | -------------- | -------- |
| Bronz   | Sergiu Toma | Judo  | 81 kg masculin | 9 august |